# Харбие
Харбийе (на турски: Harbiye) е квартал в район Шишли, Истанбул, Турция.
Кварталът носи името си от Mekteb-i Harbiye (Османска военна академия), която функционира тук в продължение на много години, макар и с интервали, през 19-ти и 20-ти век.
Харбийе е отделен от Куртулуш на запад от оживената Cumhuriyet Caddesi (Улица Република). На север са луксозните квартали Нишанташъ и Тешвикийе, докато на изток е зелената Мачка. На юг са силно застроените квартали Елмадаа и Таксим.
Най-близката метростанция до Харбийе е Османбей на линия M2, но много автобуси и долмуши се движат нагоре и надолу по Cumhuriyet Caddesi.

## Атракции
Най-важната туристическа атракция на Харбие е Военният музей (Askeri Müzesi), който се помещава в сградите на старата Mekteb-i Harbiye (Османска военна академия). Съдържа изискана колекция от бродирани османски военни палатки и картини на военния художник Хасан Ръза Бей. Той също така запазва класна стая, в която Ататюрк е учил от 1899 до 1905 г. Тя се помещава в сграда от средата на 19-ти век, която заменя малко по-ранна, изгубена от пожар. Тя е отворена за обществеността през 1993 г.
Френското училище за момичета от 19-ти век, Lycée Notre Dame de Sion Istanbul, се намира на западната страна на Cumhuriyet Caddesi. Вътре в територията са църквата Свети Еспирит, проектирана от Джузепе Фосати през 1846 г. и статуя на папа Бенедикт XV.
Hilton Istanbul Bosphorus, първият петзвезден хотел в Турция, проектиран през 1955 г. от Седад Хаки Елдем, се намира на източната страна на Cumhuriyet Caddesi, заобиколен от обширна територия, ценна в такава застроена част на града. Домът на радиото в Истанбул е от източната страна на пътя на мястото на изгубено арменско гробище.
Катедрата по архитектура на Истанбулския технически университет (İstanbul Teknik Üniversitesi) се помещава в сградата, която първоначално е била Taskısla (Каменни казарми), проектирана от британския архитект Уилям Джеймс Смит между 1846 и 1852 г.
В Харбийе има редица културни институции, включително сцената Харбийе Мухсин Ертуурул, концертната зала Джемал Решит Бей, Истанбулският конгресен център и театърът на открито „Джемил Топузлу“.
По-голямата част от парка Мачка, голямо и много популярно вътрешноградско зелено пространство, където през лятото се провеждат концерти и фестивали, се намира в района на Харбийе.

## Галерия
- Maçka Kışlası (Казарми), сега част от Истанбулския технически университет
- Лицей Нотр Дам де Сион Истанбул
- Дом на радиото в Истанбул
- Сцена Харбийе Мухсин Ертуурул
- Истанбулски конгресен център
- Концертна зала Cemal Reşit Rey
- Хотел Hilton Istanbul Bosphorus
- Хотел Divan